# حواصیل سفید بزرگ

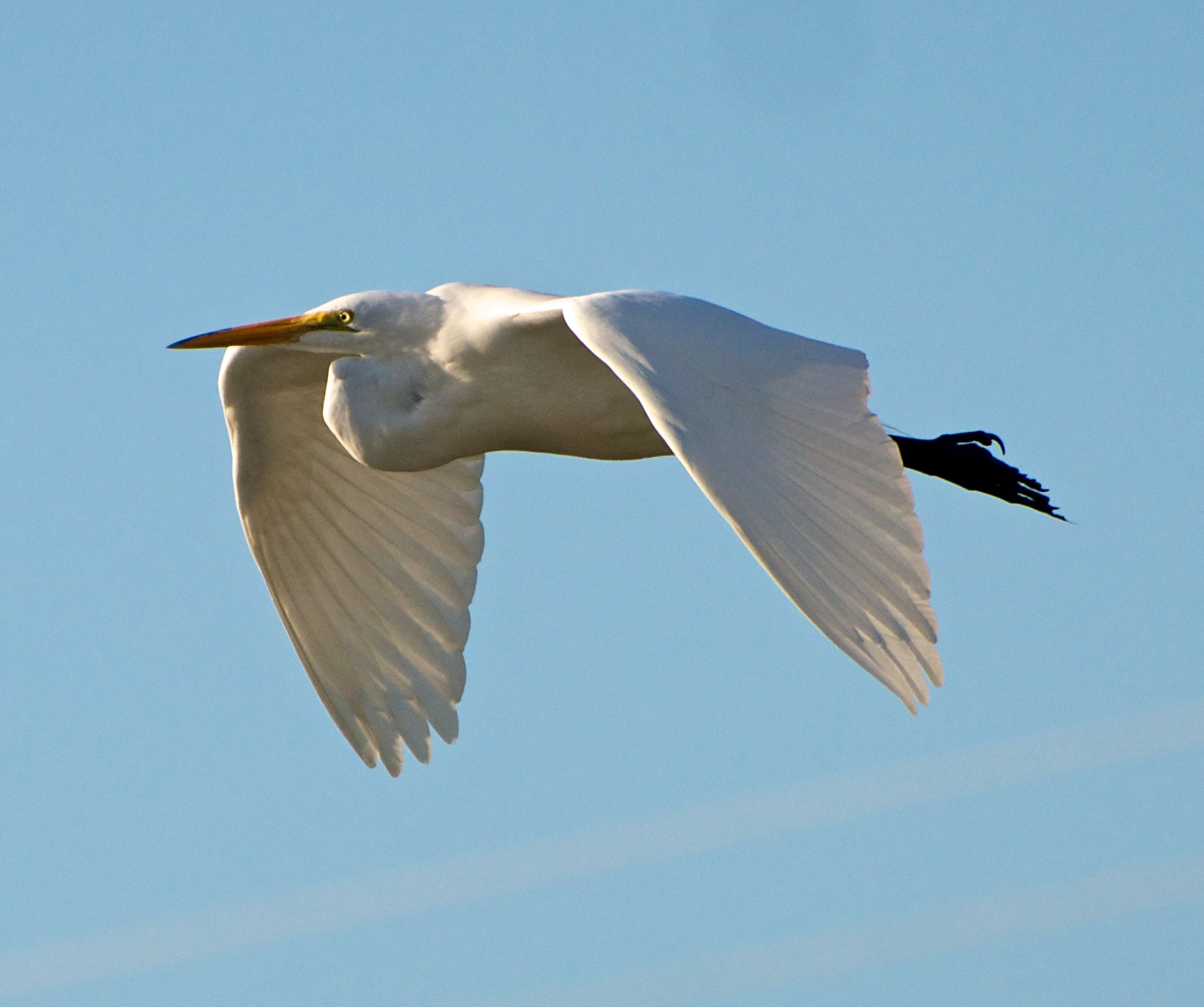
حواصیل بزرگ درحال پرواز

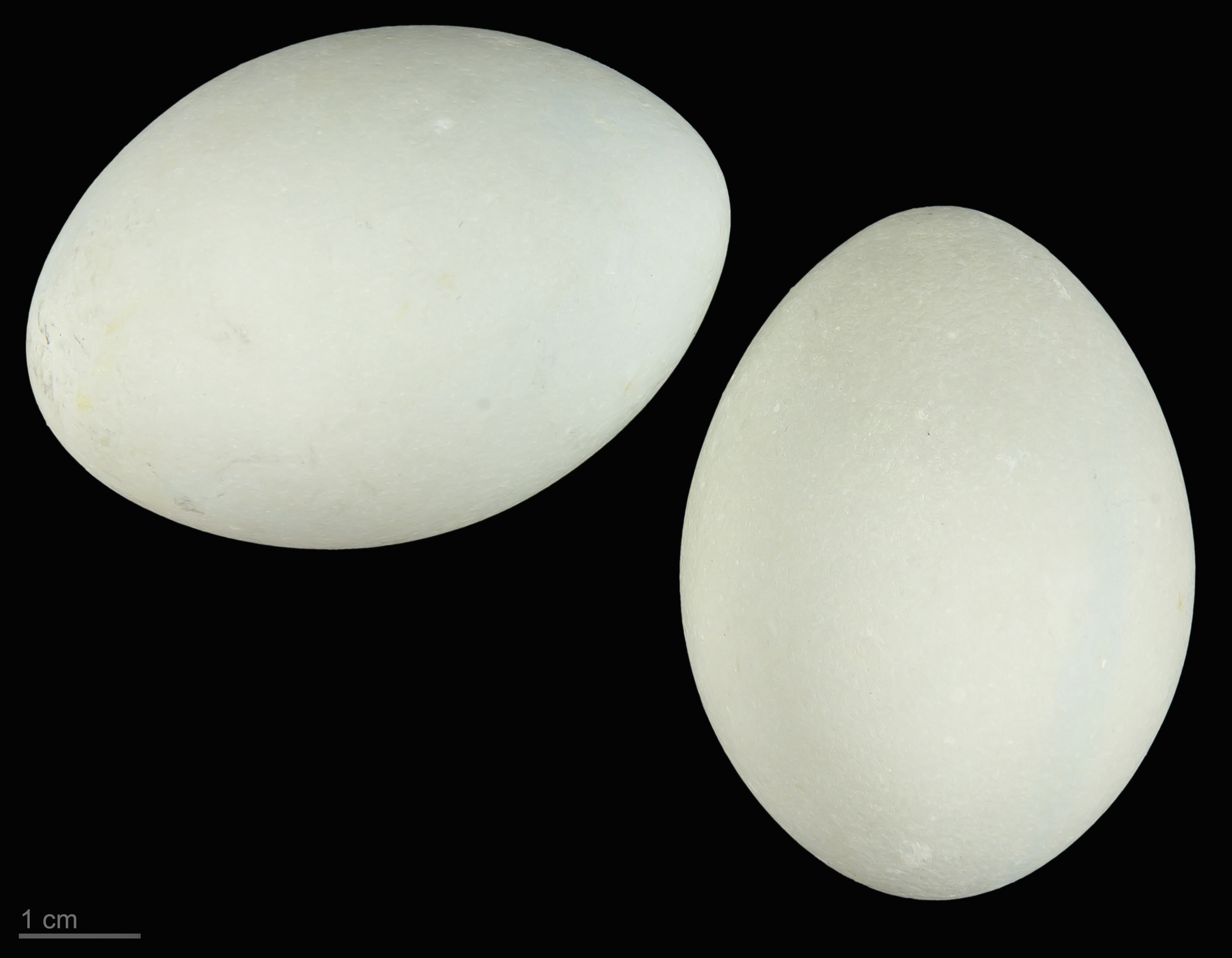
Ardea alba melanorhynchos

حواصیل سفید بزرگ (نام علمی: Ardea alba)، که با نام حواصیل معمولی نیز شناخته می‌شود، گونه‌ای حواصیل بزرگ‌جثه است که در گستره جغرافیایی گسترده‌ای زندگی می‌کند. این پرنده در بیشتر مناطق گرمسیری و دارای آب و هوای گرم و معتدل در جهان، در جنوب اروپا، و آمریکای شمالی یافت می‌شود. این پرنده در پایان سده ۱۹ میلادی برای بهره‌گیری از پرهایش به تعداد زیاد شکار می‌شد، به گونه‌ای که تا مرز انقراض پیش رفت؛ با این حال جنبش‌های حفاظتی از آن توانست تعداد این پرنده را دوباره به حد تعادل برگرداند.

## توصیف ظاهری
حواصیل‌های سفید بزرگ با داشتن بدنی با طول ۹۴ تا ۱۰۴ سانتی‌متر از جمله بزرگترین حواصیل‌ها به‌شمار می‌روند. طول بال‌های بازشده آن‌ها در هنگام پرواز به ۱٫۵–۱٫۳ متر می‌رسد. وزن آن‌ها نیز به صورت میانگین ۱ کیلوگرم است.

## تغذیه
حواصیل بزرگ اغلب از ماهیها، قورباغهها، پستانداران کوچکی چون موش، خزندگان و دیگر جانوران کوچک تغذیه می‌کند. برای شکار، حواصیل‌های بزرگ زمان زیادی بی‌حرکت می‌ایستند تا طعمه خود به سویشان آید و در تیررسشان قرار گیرد. آن‌ها طعمه خود را با رانش مستقیم و سریع منقار درازشان شکار می‌کنند و آن را کامل می‌بلعند.